# Marek Łyszczarz
Marek Łyszczarz (ur. 1 października 1986 w Bielsku-Białej) – polski gimnastyk sportowy, pierwszy w historii męskiej gimnastyki srebrny medalista Letniej Uniwersjady 2009 w Belgradzie w konkurencji „skok przez konia”. W finale uzyskał on notę 16.100 punktów. Studiował w AWFiS Gdańsk, zakończył karierę w 2016 roku. Trenował w klubie AZS-AWFiS Gdańsk.Trenerzy Maciej Szamota, Krzysztof Potylicki, Andrey Levit, Piotr Mikołajek